# 14 Pułk Policji SS
14 Pułk Policji SS (niem. SS-Polizei Regiment 14) – niemiecki pułk policji SS, utworzony w lipcu 1942 z batalionów policyjnych:
- 51 Batalion Schutzmannschaft,
- 63 Batalion Schutzmannschaft,
- 122 Batalion Schutzmannschaft.

Rozbity w styczniu 1943 podczas natarcia sowieckiego. Ponownie odtworzony we Francji w marcu 1943 z 1 i 3 batalionu 1 Pułku Policji SS.

## Literatura
- Philip W. Blood, Siepacze Hitlera, Warszawa 2008, ISBN 978-83-11-11326-8.